# Coelho Neto
Coelho Neto es un municipio brasilero del estado del Maranhão. Su población estimada en 2004 era de 43.520 habitantes.